# Gran Premio motociclistico del Giappone 2022
Il Gran Premio motociclistico del Giappone 2022 è stato la sedicesima prova del motomondiale del 2022. Le vittorie nelle tre classi sono andate a: Jack Miller in MotoGP, Ai Ogura in Moto2 e Izan Guevara in Moto3.

## MotoGP

### Arrivati al traguardo
| Pos. | Nº | Pilota                | Squadra                     | Motocicletta       | Giri | Tempo     | Griglia | Punti |
| ---- | -- | --------------------- | --------------------------- | ------------------ | ---- | --------- | ------- | ----- |
| 1º   | 43 | Jack Miller           | Ducati Lenovo               | Ducati Desmosedici | 24   | 42'29.174 | 7º      | 25    |
| 2º   | 33 | Brad Binder           | Red Bull KTM Factory Racing | KTM RC16           | 24   | +3.409    | 3º      | 20    |
| 3º   | 89 | Jorge Martín          | Prima Pramac Racing         | Ducati Desmosedici | 24   | +4.136    | 5º      | 16    |
| 4º   | 93 | Marc Márquez          | Repsol Honda                | Honda RC213V       | 24   | +7.784    | 1º      | 13    |
| 5º   | 88 | Miguel Oliveira       | Red Bull KTM Factory Racing | KTM RC16           | 24   | +8.185    | 8º      | 11    |
| 6º   | 10 | Luca Marini           | Mooney VR46 Racing          | Ducati Desmosedici | 24   | +8.348    | 10º     | 10    |
| 7º   | 12 | Maverick Viñales      | Aprilia Racing              | Aprilia RS-GP      | 24   | +9.879    | 4º      | 9     |
| 8º   | 20 | Fabio Quartararo      | Monster Energy Yamaha       | Yamaha YZR-M1      | 24   | +10.193   | 9º      | 8     |
| 9º   | 23 | Enea Bastianini       | Gresini Racing              | Ducati Desmosedici | 24   | +10.318   | 15º     | 7     |
| 10º  | 72 | Marco Bezzecchi       | Mooney VR46 Racing          | Ducati Desmosedici | 24   | +16.419   | 13º     | 6     |
| 11º  | 5  | Johann Zarco          | Prima Pramac Racing         | Ducati Desmosedici | 24   | +16.586   | 2º      | 5     |
| 12º  | 44 | Pol Espargaró         | Repsol Honda                | Honda RC213V       | 24   | +17.456   | 11º     | 4     |
| 13º  | 73 | Álex Márquez          | LCR Honda Castrol           | Honda RC213V       | 24   | +18.219   | 17º     | 3     |
| 14º  | 21 | Franco Morbidelli     | Monster Energy Yamaha       | Yamaha YZR-M1      | 24   | +19.012   | 14º     | 2     |
| 15º  | 35 | Cal Crutchlow         | WithU Yamaha RNF            | Yamaha YZR-M1      | 24   | +19.201   | 23º     | 1     |
| 16º  | 41 | Aleix Espargaró       | Aprilia Racing              | Aprilia RS-GP      | 24   | +25.473   | 6º      |       |
| 17º  | 49 | Fabio Di Giannantonio | Gresini Racing              | Ducati Desmosedici | 24   | +27.006   | 16º     |       |
| 18º  | 25 | Raúl Fernández        | Tech3 KTM Factory Racing    | KTM RC16           | 24   | +29.374   | 22º     |       |
| 19º  | 87 | Remy Gardner          | Tech3 KTM Factory Racing    | KTM RC16           | 24   | +29.469   | 20º     |       |
| 20º  | 30 | Takaaki Nakagami      | LCR Honda Idemitsu          | Honda RC213V       | 24   | +43.294   | 25º     |       |

### Ritirati
| Nº | Pilota            | Squadra          | Motocicletta       | Giri | Griglia |
| -- | ----------------- | ---------------- | ------------------ | ---- | ------- |
| 63 | Francesco Bagnaia | Ducati Lenovo    | Ducati Desmosedici | 23   | 12º     |
| 42 | Álex Rins         | Suzuki Ecstar    | Suzuki GSX-RR      | 14   | 18º     |
| 40 | Darryn Binder     | WithU Yamaha RNF | Yamaha YZR-M1      | 14   | 24º     |
| 85 | Takuya Tsuda      | Suzuki Ecstar    | Suzuki GSX-RR      | 11   | 21º     |
| 45 | Tetsuta Nagashima | HRC Team         | Honda RC213V       | 9    | 19º     |

## Moto2

### Arrivati al traguardo
| Pos. | Nº | Pilota                  | Squadra                  | Motocicletta | Giri | Tempo     | Griglia | Punti |
| ---- | -- | ----------------------- | ------------------------ | ------------ | ---- | --------- | ------- | ----- |
| 1º   | 79 | Ai Ogura                | Idemitsu Honda Team Asia | Kalex        | 22   | 40'56.269 | 13º     | 25    |
| 2º   | 37 | Augusto Fernández       | Red Bull KTM Ajo         | Kalex        | 22   | +1.192    | 11º     | 20    |
| 3º   | 21 | Alonso López            | Beta Tools Speed Up      | Boscoscuro   | 22   | +7.168    | 12º     | 16    |
| 4º   | 96 | Jake Dixon              | Shimoko GasGas Aspar     | Kalex        | 22   | +7.597    | 3º      | 13    |
| 5º   | 35 | Somkiat Chantra         | Idemitsu Honda Team Asia | Kalex        | 22   | +12.255   | 5º      | 11    |
| 6º   | 14 | Tony Arbolino           | Elf Marc VDS Racing      | Kalex        | 22   | +14.189   | 4º      | 10    |
| 7º   | 51 | Pedro Acosta            | Red Bull KTM Ajo         | Kalex        | 22   | +14.520   | 18º     | 9     |
| 8º   | 75 | Albert Arenas           | Shimoko GasGas Aspar     | Kalex        | 22   | +18.410   | 17º     | 8     |
| 9º   | 64 | Bo Bendsneyder          | Pertamina Mandalika SAG  | Kalex        | 22   | +20.398   | 15º     | 7     |
| 10º  | 12 | Filip Salač             | Gresini Racing           | Kalex        | 22   | +23.140   | 6º      | 6     |
| 11º  | 6  | Cameron Beaubier        | American Racing          | Kalex        | 22   | +23.604   | 8º      | 5     |
| 12º  | 16 | Joe Roberts             | Italtrans Racing         | Kalex        | 22   | +23.733   | 14º     | 4     |
| 13º  | 23 | Marcel Schrötter        | Liqui Moly Intact GP     | Kalex        | 22   | +24.171   | 21º     | 3     |
| 14º  | 7  | Barry Baltus            | RW Racing GP             | Kalex        | 22   | +33.795   | 10º     | 2     |
| 15º  | 19 | Lorenzo Dalla Porta     | Italtrans Racing         | Kalex        | 22   | +35.548   | 19º     | 1     |
| 16º  | 84 | Zonta van den Goorbergh | RW Racing GP             | Kalex        | 22   | +40.006   | 16º     |       |
| 17º  | 29 | Taiga Hada              | Pertamina Mandalika SAG  | Kalex        | 22   | +42.496   | 20º     |       |
| 18º  | 81 | Keminth Kubo            | Yamaha VR46 Master Camp  | Kalex        | 22   | +46.492   | 9º      |       |
| 19º  | 4  | Sean Dylan Kelly        | American Racing          | Kalex        | 22   | +49.126   | 24º     |       |
| 20º  | 42 | Marcos Ramírez          | MV Agusta Forward Racing | MV Agusta F2 | 22   | +1'09.754 | 26º     |       |

### Ritirati
| Nº | Pilota             | Squadra                  | Motocicletta | Giri | Griglia |
| -- | ------------------ | ------------------------ | ------------ | ---- | ------- |
| 52 | Jeremy Alcoba      | Liqui Moly Intact GP     | Kalex        | 21   | 28º     |
| 9  | Jorge Navarro      | Flexbox HP40             | Kalex        | 20   | 7º      |
| 28 | Niccolò Antonelli  | Mooney VR46 Racing       | Kalex        | 15   | 25º     |
| 40 | Arón Canet         | Flexbox HP40             | Kalex        | 15   | 1º      |
| 13 | Celestino Vietti   | Mooney VR46 Racing       | Kalex        | 7    | 22º     |
| 24 | Simone Corsi       | MV Agusta Forward Racing | MV Agusta F2 | 5    | 27º     |
| 61 | Alessandro Zaccone | Gresini Racing           | Kalex        | 5    | 23º     |
| 54 | Fermín Aldeguer    | Beta Tools Speed Up      | Boscoscuro   | 2    | 2º      |

### Non partito
| Nº | Pilota          | Squadra                 | Motocicletta | Griglia |
| -- | --------------- | ----------------------- | ------------ | ------- |
| 18 | Manuel González | Yamaha VR46 Master Camp | Kalex        | 29º     |

## Moto3

### Arrivati al traguardo
| Pos. | Nº | Pilota           | Squadra                   | Motocicletta  | Giri | Tempo     | Griglia | Punti |
| ---- | -- | ---------------- | ------------------------- | ------------- | ---- | --------- | ------- | ----- |
| 1º   | 28 | Izan Guevara     | Autosolar GasGas Aspar    | Gas Gas       | 20   | 39'26.526 | 9º      | 25    |
| 2º   | 7  | Dennis Foggia    | Leopard Racing            | Honda NSF250R | 20   | +0.593    | 5º      | 20    |
| 3º   | 71 | Ayumu Sasaki     | Sterilgarda Husqvarna Max | Husqvarna     | 20   | +1.741    | 4º      | 16    |
| 4º   | 11 | Sergio García    | Autosolar GasGas Aspar    | Gas Gas       | 20   | +9.338    | 3º      | 13    |
| 5º   | 44 | David Muñoz      | BOE Motorsports           | KTM RC 250 GP | 20   | +9.414    | 16º     | 11    |
| 6º   | 10 | Diogo Moreira    | MT Helmets - MSI          | KTM RC 250 GP | 20   | +9.743    | 15º     | 10    |
| 7º   | 17 | John McPhee      | Sterilgarda Husqvarna Max | Husqvarna     | 20   | +9.815    | 12º     | 9     |
| 8º   | 6  | Ryusei Yamanaka  | MT Helmets - MSI          | KTM RC 250 GP | 20   | +15.490   | 17º     | 8     |
| 9º   | 16 | Andrea Migno     | Rivacold Snipers          | Honda NSF250R | 20   | +15.573   | 6º      | 7     |
| 10º  | 54 | Riccardo Rossi   | SIC58 Squadra Corse       | Honda NSF250R | 20   | +15.687   | 7º      | 6     |
| 11º  | 43 | Xavier Artigas   | CFMoto Racing PrüstelGP   | CFMoto        | 20   | +22.023   | 23º     | 5     |
| 12º  | 82 | Stefano Nepa     | Angeluss MTA              | KTM RC 250 GP | 20   | +22.656   | 25º     | 4     |
| 13º  | 48 | Iván Ortolá      | Angeluss MTA              | KTM RC 250 GP | 20   | +22.914   | 20º     | 3     |
| 14º  | 72 | Taiyo Furusato   | Honda Team Asia           | Honda NSF250R | 20   | +24.419   | 19º     | 2     |
| 15º  | 53 | Deniz Öncü       | Red Bull KTM Tech3        | KTM RC 250 GP | 20   | +30.368   | 8º      | 1     |
| 16º  | 23 | Elia Bartolini   | QJMotor Avintia Racing    | KTM RC 250 GP | 20   | +45.070   | 26º     |       |
| 17º  | 64 | Mario Aji        | Honda Team Asia           | Honda NSF250R | 20   | +45.199   | 28º     |       |
| 18º  | 31 | Adrián Fernández | Red Bull KTM Tech3        | KTM RC 250 GP | 20   | +48.531   | 14º     |       |
| 19º  | 22 | Ana Carrasco     | BOE Motorsports           | KTM RC 250 GP | 20   | +53.259   | 30º     |       |
| 20º  | 19 | Scott Ogden      | VisionTrack Racing        | Honda NSF250R | 20   | +1'06.056 | 2º      |       |
| 21º  | 27 | Kaito Toba       | CIP Green Power           | KTM RC 250 GP | 17   | +3 giri   | 18º     |       |

### Ritirati
| Nº | Pilota               | Squadra                 | Motocicletta  | Giri | Griglia |
| -- | -------------------- | ----------------------- | ------------- | ---- | ------- |
| 5  | Jaume Masiá          | Red Bull KTM Ajo        | KTM RC 250 GP | 16   | 10º     |
| 20 | Lorenzo Fellon       | SIC58 Squadra Corse     | Honda NSF250R | 9    | 13º     |
| 9  | Nicola Fabio Carraro | QJMotor Avintia Racing  | KTM RC 250 GP | 6    | 29º     |
| 24 | Tatsuki Suzuki       | Leopard Racing          | Honda NSF250R | 4    | 1º      |
| 96 | Daniel Holgado       | Red Bull KTM Ajo        | KTM RC 250 GP | 3    | 21º     |
| 34 | Kanta Hamada         | Rivacold Snipers        | Honda NSF250R | 3    | 27º     |
| 99 | Carlos Tatay         | CFMoto Racing PrüstelGP | CFMoto        | 0    | 11º     |
| 66 | Joel Kelso           | CIP Green Power         | KTM RC 250 GP | 0    | 22º     |
| 70 | Joshua Whatley       | VisionTrack Racing      | Honda NSF250R | 0    | 24º     |